# Episodi di Squadra Speciale Cobra 11 (diciannovesima stagione)
La diciannovesima stagione della serie televisiva Squadra Speciale Cobra 11 viene trasmessa in prima visione sul canale televisivo tedesco RTL dal 9 ottobre al 27 novembre 2014 per i primi sette episodi (stagione 36 di RTL) e dal 12 marzo 2015 per i rimanenti (stagione 37). In Italia la stagione va in onda su Rai 2 dal 15 luglio al 5 agosto 2015 per i primi sette episodi, mentre per i rimanenti dall'8 giugno al 6 luglio 2016.
Il primo episodio ha durata doppia in quanto telefilm pilota della stagione e anche il nono, che però è stato prodotto e mandato in onda in due parti. In quest'episodio, Dieter Bonrath (Gottfried Vollmer) trova la morte, mentre la Shrankmann (Kerstin Thielemann) è costretta ad abbandonare il suo incarico di procuratrice; fanno invece la loro prima apparizione Isabel Frings (Susan Hoecke), psicologa della polizia, e Thomas Sander (Mathias Herrmann), procuratore capo.
| nº | Titolo originale             | Titolo italiano                           | Prima TV Germania | Prima TV Italia |
| -- | ---------------------------- | ----------------------------------------- | ----------------- | --------------- |
| 1  | Die dunkle Seite             | Giustizia sommaria                        | 9 ottobre 2014    | 15 luglio 2015  |
| 2  | Jung, weiblich, hochexplosiv | Questa è una rapina                       | 16 ottobre 2014   | 22 luglio 2015  |
| 3  | Die Akte Stiller             | Operazione Turchese                       | 23 ottobre 2014   | 22 luglio 2015  |
| 4  | Die letzte Nacht             | L'ultima notte                            | 30 ottobre 2014   | 29 luglio 2015  |
| 5  | Jump                         | Gli angeli del motocross                  | 6 novembre 2014   | 29 luglio 2015  |
| 6  | Der Beschützer               | Fuga spettacolare                         | 13 novembre 2014  | 5 agosto 2015   |
| 7  | Auf eigene Gefahr            | Oltre la legge                            | 27 novembre 2014  | 5 agosto 2015   |
| 8  | Das letzte Rennen            | Col fiato sospeso                         | 12 marzo 2015     | 8 giugno 2016   |
| 9  | Ausgelöscht                  | Il professionista (prima e seconda parte) | 19 marzo 2015     | 8 giugno 2016   |
| 10 | Ausgelöscht                  | Il professionista (prima e seconda parte) | 26 marzo 2015     | 15 giugno 2016  |
| 11 | Spiel mit dem Feuer          | Chi gioca col fuoco si scotta             | 2 aprile 2015     | 15 giugno 2016  |
| 12 | Angst                        | Il branco                                 | 9 aprile 2015     | 22 giugno 2016  |
| 13 | Goal                         | Goal                                      | 16 aprile 2015    | 22 giugno 2016  |
| 14 | Wo ist Semir?                | Dove è andato Semir?                      | 23 aprile 2015    | 6 luglio 2016   |
| 15 | Tag der Abrechnung           | Regolamento di conti                      | 30 aprile 2015    | 6 luglio 2016   |

## Giustizia sommaria
- Titolo originale: Die dunkle Seite
- Diretto da: Franco Tozza
- Scritto da: Ralf Ruland

### Trama
Il dodicenne Felix e sua madre diventano casualmente testimoni di una rapina in banca. Nello scontro a fuoco fuori dalla banca la madre viene colpita mortalmente e Felix preso in ostaggio dai rapinatori. Semir e Alex fanno tutto il possibile per trovare il ragazzo, il quale è amico di Alex. Dopo poco tempo riescono a trovare Felix ed arrestare i rapinatori. Ma ad processo eseguito da Isolde Maria Schrankmann in difesa di Felix i due criminali vengono assolti. Alex è arrabbiato e frustrato, tanto che pensa di mollare il suo lavoro. Semir pensa invece a come incastrare i rapinatori. Scoprirà una pista che lo porterà nell'oscuro passato del suo collega Alex, e si renderà conto che il poliziotto viene ingannato da una misteriosa organizzazione.
- Altri interpreti: Carina Wiese (Andrea Schäfer), Kerstin Thielemann (Isolde Maria Schrankmann), Gudrun Landgrebe (Marianne Breuer), Nick Julius Schuck (Felix Neubauer), Despina Pajanou (Anna Martens), Dirk Borchardt (Deckert), Lisa Bitter (Claudia Berger), Stephan Grossmann (Oliver Wolff), Joachim Paul Assbock (Rolf Thieme), Franziska Schlattner (Doris Siegel)
- Ascolti Germania: telespettatori 3.340 000 - share 11,2%[3]
- Ascolti Italia: telespettatori 1.153.000 - share 6,25%

## Questa è una rapina
- Titolo originale: Jung, weiblich, hochexplosiv
- Diretto da: Heinz Dietz
- Scritto da: Marc Hillefeld

### Trama
È stata rapinata una banca. Durante l'inseguimento dei rapinatori, una giovane donna viene spinta bruscamente sull'autostrada. Indossa un abito estivo e un giubbotto "esplosivo". Alex e Semir riescono a salvarla, e lei si giustifica con una storia bizzarra: sostiene di essere stata costretta a rapinare la banca. Sua sorella sarebbe ancora nelle mani dei rapinatori. I poliziotti si mettono alla sua ricerca. La donna ha raccontato frottole o realmente le due sono state obbligate a compiere il furto?
- Altri interpreti: Nick Julius Schuck (Felix Neubauer), Uwe Bohm (Leonard Rauch), Andreas Grötzinger (Armin Kossak), Anna Hausburg (Luisa Fischer)
- Ascolti Germania: telespettatori 2.810 000 - share 9%[4]

## Operazione Turchese
- Titolo originale: Die Akte Stiller
- Diretto da: Heinz Dietz
- Scritto da: Lorenz Stassen

### Trama
Dopo una folle corsa Semir e Alex riescono a fermare una vettura che sfrecciava a tutta velocità in autostrada. Alla guida verrà trovato un uomo morto: Johannes Stiller, 72 anni, sembra aver avuto un attacco cardiaco mentre guidava. Ma quando il medico legale che ne effettua l'autopsia scompare misteriosamente, la questione sembra diventare sospetta. La morte dell'uomo sembra tutto fuorché naturale.
- Altri interpreti: Carina Wiese (Andrea Schäfer), David C. Bunners (Martin Köster), Nike Fuhrmann (Fabienne Köster), Sven Gerhardt (Boris), Tilo Prückner (Arthur Asmussen), Hildegard Schmahl (Elena Stiller), Atef Vogel (Andrej Petov)
- Ascolti Germania: telespettatori 2.710 000 - share 8,6%[5]
- Ascolti Italia:

## L'ultima notte
- Titolo originale: Die letzte Nacht
- Diretto da: Boris von Sychowski
- Scritto da: Boris von Sychowski

### Trama
Alex e Semir si mettono ad inseguire una Lamborghini in autostrada che procede a folle velocità. Presto però si rendono conto che il veicolo che scappa è inseguito da un'altra macchina. I due riescono a fermare Felicia, la guidatrice della Lamborghini, ma l'altra macchina sfugge loro. Più tardi Felicia chiede ad Alex di parlare con il suo avvocato. Una volta che il diritto le è stato concesso, questo aiuta la donna a scappare dal comando. Anche per Semir e Andrea la serata prende una piega inaspettata: i due sono in un ristorante per una cena di riconciliazione, ma degli uomini, dopo aver attentamente ispezionato l'auto del poliziotto, irrompono nel locale.
- Altri interpreti: Carina Wiese (Andrea Schäfer), Alexandru Cirneala (Radu Dumitrescu), Blerim Destani (Emilian), Ioana Iacob (Felicia Dumitrescu), Amira Pollmann (Ayda Gerkhan), Yevgeni Sitokhin (Kovaci)
- Ascolti Germania: telespettatori 3.180 000 - share 9,9%[6]
- Ascolti Italia:

## Gli angeli del motocross
- Titolo originale: Jump
- Diretto da: Nico Zavelberg
- Scritto da: Horst Wieschen

### Trama
Alex insegue dei rapinatori. Quando li ferma, però, il poliziotto sembra riconoscerne una. Si tratta infatti della sua sorellastra Jackie. Egli nasconde l'accaduto a Semir e inizia le indagini per conto suo.
- Altri interpreti: Carina Wiese (Andrea Schäfer), Kerstin Thielemann (Isolde Maria Schrankmann), Manuel Cortez (Flo), Sandra Maria Fronterré (Esther Ajali), Hubertus Hartmann (Martin von Bülow), Sina Tkotsch (Jackie von Bülow), Mario Irrek (Hagen), Despina Pajanou (Anna Martens), Nick Julius Schuck (Felix Neubauer)
- Ascolti Germania: telespettatori 2.890 000 - share 9%[7]
- Ascolti Italia:

## Fuga spettacolare
- Titolo originale: Der Beschützer
- Diretto da: Boris von Sychowski
- Scritto da: Boris von Sychowski

### Trama
Semir e Alex si trovano in mezzo ad un inseguimento, e sebbene non riescano a fermare nessuno dei fuggitivi si rendono conto di avere a che fare con dei gangster russi. Essi proveranno a risolvere il caso con un collega. Ma intanto una bambina viene rapita e gli eventi si capovolgono.
- Altri interpreti: Carina Wiese (Andrea Schäfer), Heikko Deutschmann (Matthias Licht), Diana Staehly (Maria Brecht), Kostantin Frolov (Jurij Achmatowski), Lena Meyer (Sophie Brecht), Christoph M. Ohrt (Gregor Brecht), Valentin Plătăreanu (Dimitri Achmatowski)
- Ascolti Germania: telespettatori 2.960 000 - share 9,4%[8]
- Ascolti Italia:

## Oltre la legge
- Titolo originale: Auf eigene Gefahr
- Diretto da: Nico Zavelberg
- Scritto da: Thomas Retzbach

### Trama
Da tanto tempo Semir vuole avere un contatto con la figlia illegittima Dana. La ragazza, oramai quindicenne, vive con la madre Nazan e suo marito Tom Wegener. Un giorno Semir riceve una chiamata da Dana: sta visitando una scuola a Bruxelles, ma non può godersi il soggiorno perché si sente minacciata nella città. In preda alla disperazione si rivolge a Semir. Tuttavia, prima che lui possa saperne di più sulla situazione, s'interrompe il contatto e la figlia non è più raggiungibile. Il poliziotto è certo: sua figlia era inseguita, ma cosa è successo? Dana sembra essere scomparsa dalla circolazione. Alex cerca di calmare il collega ma Semir preoccupato parte da solo per il Belgio. Arrivato a Bruxelles, riesce a trovare qualche traccia di Dana. Ma la sua ricerca incontrollata lo mette in conflitto con la polizia locale. Semir non viene rispedito in manette in Germania solo grazie ad Alex, che riesce a liberarlo con documenti falsi dalla custodia cautelare. Insieme partono alla ricerca di Dana. Quando scoprono che l'adolescente è stata rapita da trafficanti di esseri umani per venderla come prostituta, Semir non conosce più limiti. Per liberare la figlia dichiara guerra ai suoi rapitori.
- Altri interpreti: Gizem Emre (Dana Wegner), Michael Roll (Tom Wegner), Dorka Gryllus (Nazan Wegner), Urs Remond (Jean Le Marie), David Bredin (Hendrik Coppé), Julius Römer (Nico van Valjean), Denise Virieux (Johanna de Buur), Andreas Wellano (Beauchamp), Antje Lewald (Mathilde)
- Ascolti Germania: telespettatori 2.940 000 - share 9,5%[9]
- Ascolti Italia:

## Col fiato sospeso
- Titolo originale: Mit angehaltenem Atem
- Diretto da: Nico Zavelberg
- Scritto da: Jan-Martin Scharf, Klaus Wolfertstetter

### Trama
Semir e Alex vogliono rilassarsi e trascorrere un weekend in tranquillità. Il pilota Bob Mayer, un vecchio amico d'infanzia di Alex, può vincere il DTM. Tuttavia, Semir e Alex non possono godersi lo spettacolo ma devono indagare su un omicidio le cui tracce conducono direttamente al mondo delle corse. Quando Bob Mayer viene sospettato, dato che la vittima, Nina, era la sua ex, inoltre Alex scopre che il suo amico ha contratto un principio di distacco della retina, che potrebbe fargli perdere la vista se non prende regolarmente il collirio. Bob viene rapito da un meccanico della sua scuderia, Uli Hartwich, quindi Semir e Alex lo rintracciano, ma lo trovano morto, ucciso dal suo complice, Riedel, il quale stava rubando i progetti della nuova auto che la scuderia avrebbe fatto gareggiare nella prossima stagione (spionaggio industriale) Nina lo aveva scoperto quindi Riedel la uccise. Il sequestratore cerca di scappare in auto con l'ostaggio, ma Alex e Semir lo inseguono con l'elicottero e lo salvano mentre Riedel muore in un incidente stradale, inoltre Alex dà a Bob il farmaco di cui ha bisogno per la vista e viene accompagnato dai due poliziotti alla corsa che Bob riesce a vincere.
- Altri interpreti: Fernanda Brandão (Julia), Thomas Huber (Mark Brinkmann), Barnaby Metschurat (Bob Mayer), Ralf Schumacher (se stesso), Antonio Wannek (Ulli Hartwig), Jan Messutat (Leonhard Riedel)
- Ascolti Germania: telespettatori 3 090 000 - share 9,4%[10]
- Ascolti Italia:

## Il professionista
- Titolo originale: Der Profi
- Diretto da: Franco Tozza
- Scritto da: Sven Frauenhoff, Andreas Brune (prima parte); Marc Hillefeld (seconda parte)

### Trama
Alla festa dei 40 anni di servizio di Dieter avviene un attentato. Semir, Alex e i loro colleghi riescono a mettersi in salvo all'ultimo istante, la procuratrice Isolde Maria Schrankmann rimane gravemente ferita. Presto scoprono che il tutto è stato pianificato dal trafficante d'armi Grundmann, perché esso sta per essere incriminato dalla polizia autostradale insieme all'investigatore della polizia di Stato Markus Hofer. Ma Grundmann non si sporca le mani ma fa fare tutto ad un aguzzino: un cosiddetto Cleaner, che viene assunto da diversi criminali per far scomparire prove, eliminare testimoni e qualsiasi tipo di problema da risolvere. Ma chi è questo Cleaner? E quando colpirà di nuovo? Semir e Alex seguono le sue tracce e scoprono che sono stati ingannati. Il Cleaner non è nessun altro che Markus Hofer, il cui lavoro all'LKA (polizia criminale) gli permette di coprire Grundmann da anni. Quando Hofer viene scoperto, diventa pericoloso per Grundmann. Il trafficante d'armi vuole sbarazzarsi di lui ma avviene un evento fatale: il sicario assunto da Grundmann va a casa di Hofer per ucciderlo, in quel momento anche Alex, Semir, Dieter e Jenny vanno a casa del poliziotto corrotto per arrestarlo ma quando il sicario cerca di sparare a Hofer, Jenny lo spinge per terra salvandogli la vita, ma il proiettile colpisce e uccide il figlio di Hofer, Elias. Il poliziotto però riesce a fuggire. D'ora in poi, la polizia ha a che fare con un avversario difficile che è sempre due passi avanti a loro e che la sua vendetta lo porta a conseguenze estreme. Grundmann, che era attaccato a un respiratore a causa della sua distrofia muscolare, viene ucciso da Hofer che manomette il respiratore, poi decide di uccidere anche Jenny ritenendola responsabile della morte del figlio, quindi Dieter la protegge, ma muore ucciso da Hofer.
La perdita del collega fa cadere tutti in un profondo stato di tristezza, specialmente Jenny che si sente responsabile. Nonostante il sostituto procuratore di stato proscioglie l'unità autostradale dal caso, Semir e Alex continuano a dare la caccia a Hofer per vendicare l'amico, e alla fine lo trovano, arrestandolo. Hofer però informa i due che un terrorista ceceno, a cui Grundmann aveva venduto un gas tossico, farà un attentato. Alex lo fa evadere di prigione, contro il parere di Semir, il quale però decide di collaborare. Hofer informa i due poliziotti che il terrorista userà il gas per uccidere tutte le persone allo stadio a una partita di hockey su ghiaccio. I tre vanno all'evento e fermano l'attentato, Hofer uccide il terrorista ma scappa. Un suo complice, da lui assoldato, rapisce Jenny e la porta da lui, poi Hofer lo uccide e, dopo aver legato la poliziotta, la getta in acqua da un ponte, poi sopraggiungono Alex e Semir, quest'ultimo si butta in acqua e salva Jenny che rischiava di morire affogata, mentre Alex affronta Hofer e lo uccide. Il caso è chiuso e tutto sembra risolversi per il meglio, ma Jenny è ancora traumatizzata per questi ultimi avvenimenti.
- Altri interpreti: Mayko Kahlen (Elias), Oliver Marlo (Richard Grundmann), Jophie Ries (Markus Hofer), Nina Seul (Monique Dupré), Gizem Emre (Dana Wegener), Markus Hoffmann (Thies), Arne Stephan (Georg), Kerstin Thielemann (Isolde Maria Schrankmann), Carina Wiese (Andrea Schäfer)
- Ascolti Germania: telespettatori 3 210 000 - share 10,1%[11]
- Ascolti Italia:

## Chi gioca col fuoco si scotta
- Titolo originale: Wer mit dem Feuer spielt, verbrennt sich
- Diretto da: Nico Zavelberg
- Scritto da: Marc Hillefeld

### Trama
Semir si trova in mezzo ad un incendio. Viene salvato da Tommy, un coraggioso pompiere nonché compagno di Susanne König, dalla quale sta per avere un figlio. Di lì a poco però Semir e Alex si trovano ad indagare su un omicidio, e Tommy sembra essere l'unico indiziato. La vittima era un ricettatore di opere d'arte, poi Susanne aiuta Tommy a fuggire dalle autorità, lui si dichiara innocente, ammettendo però che lui e i vigili del fuoco della sua unità appiccavano incendi nelle gallerie d'arte, nei musei e nei luoghi di restauro per rubare opere che il ricettatore vendeva per loro, il guadagno serviva a mantenere la famiglia di un loro collega morto, per non parlare dei vigili del fuoco rimasti invalidi. La Krüger intanto è preoccupata per Jenny la quale manifesta un comportamento sempre più rabbioso, dimostrazione del fatto che non ha ancora superato la morte di Dieter e il tentato omicidio da parte di Hofer, si rifiuta anche di andare in terapia. Inizialmente Tom e Susanne credono che ad aver ucciso il ricettatore sia stata la cliente che ha preso il quadro, ma poi scoprono che sono stati i vigili del fuoco colleghi di Tom. Questi poi lasciano Susanne e Tom dentro a un edificio a cui danno fuoco per ucciderli, ma Alex e Semir arrivano in tempo, arrestano i vigili del fuoco e salvano Tom e Susanne. Purtroppo però anche Tom viene arrestato per furto, lui chiede a Susanne di aspettarlo, ma lei non può perdonarlo per le menzogne e gli sbagli che ha fatto.
- Altri interpreti:
- Ascolti Germania:
- Ascolti Italia:

## Il branco
- Titolo originale: Angst
- Diretto da: Richard Hill
- Scritto da: Michael B. Müller, Stefan Barth

### Trama
Alex è stato prosciolto dall'accusa di omicidio su Hofer, intanto Susanne, che era uscita con Andrea, è stata aggredita da tre ragazzini. La donna però ne ha visto in faccia uno, ed essi vengono tutti identificati: Nick, Lukas e Tim, tre adolescenti che frequentano una scuola molto esclusiva. In attesa del processo Susanne vivrà sotto protezione a casa di Semir, il quale litiga pesantemente con sua figlia Dana, avendo scoperto che frequenta quei ragazzi. Dato che tutti e tre sono minorenni, rimangono liberi fino all'inizio del processo. Per evitare la testimonianza di Susanne in tribunale, i giovani iniziano con un gioco di mente molto insidiosa che fa diventare i poliziotti impotenti. Perché con questo tipo di criminali, non hanno mai avuto a che fare. Dana, capendo quanto sono pericolosi, decide di rendersi utile e dunque va a casa di uno di loro, e trova sul suo computer un video di loro tre mentre esibiscono la refurtiva di uno dei loro colpi, e scarica il tutto in una chiavetta USB. Poi la porta al padre, chi si arrabbia molto con lei, ma che al contempo ne è molto orgoglioso, purtroppo però si verifica un problema, il video è stato girato nello stesso luogo e nello stesso tempo in cui Alex aveva ucciso Hofer, e dall'angolazione del video sembra che Alex abbia ammazzato Hofer a sangue freddo, quindi Semir per proteggere il suo amico decide di non usare il video in tribunale. Ma Alex, pur di vedere quei tre delinquenti dietro le sbarre, decide di portare il video al procuratore capo Sander, che forse riaprirà l'indagine contro Alex, ma dicendogli che ciò che ha fatto è ammirevole. Durante il processo il video viene manomesso, quindi non può essere usato come prova, però Susanne trova il coraggio di testimoniare, uno dei tre ragazzi preso dal panico scappa, Alex e Semir lo inseguono, poi lui minaccia di darsi fuoco ma Alex gli spara al braccio fermandolo. Alex ringrazia Semir perché ha capito che è stato lui (con l'aiuto di Andrea) a manomettere il video.
- Altri interpreti:
- Ascolti Germania:
- Ascolti Italia:

## Goal
- Titolo originale: Goal
- Diretto da: Franco Tozza
- Scritto da: Andreas Brune, Sven Frauenhoff

### Trama
Mentre Alex e Semir sono in auto un cadavere precipita finendo sul parabrezza, la vittima è un giovane calciatore di nome Kevin, lui era in auto con la sua ragazza Caroline che è rimasta gravemente ferita. In realtà Caroline è la sua "ragazza di facciata", la vittima era gay e segretamente fidanzato con un suo compagno di squadra, Mehmet. Inizialmente i sospetti ricadono sul padre di quest'ultimo che non aveva preso molto bene la scoperta dell'omosessualità del figlio, ma poi Semir capisce che la verità è legata alla mafia del calcio-scommesse. Infatti a uccidere Kevin è stato Reimann, un killer che lavora per un signore del crimine di Singapore, che gestisce un centro scommesse. Loro volevano costringere Kevin a perdere una partita e dato che lui si rifiutava Reimann l'ha ucciso. Reimann decide di costringere Mehmet a perdere la prossima partita, Alex e Semir gli offrono la loro protezione, durante la partita Mehmet riesce a segnare un goal, e dopo averlo fatto fa coming out davanti a tutti. L'arbitro lo espelle dalla partita, Reinmann lo rapisce, ma Alex e Semir lo salvano e fermano Reimann. Alla fine Mehmet riesce a giocare in Bundesliga.
- Altri interpreti:
- Ascolti Germania:
- Ascolti Italia:

## Dove è andato Semir?
- Titolo originale: Wo ist Semir?
- Diretto da Ralph Polinski
- Scritto da: Andreas Brune, Sven Frauenhoff

### Trama
Quando Alex va a prendere Semir a casa sua, incontra un intruso mascherato che riesce a fuggire. Di Semir non ci sono tracce, Alex ricorda però che l'uomo incappucciato aveva tre dita mozzate alla mano sinistra, tra l'altro esaminando la casa di Semir nota che il telescopio che il poliziotto aveva regalato alla figlia punta contro la casa del vicino, lo psicanalista Martin Wenger, il quale si dichiara estraneo ai fatti, però Alex nota, vedendo le sue finanze, che vive al di sopra delle sue possibilità economiche. Un cadavere viene ritrovato nella discarica, l'uomo è stato ucciso con l'arma d'ordinanza di Semir, tra l'altro è un ex pregiudicato Peter Koslowski. Jenny assiste a una rapina in una gioielleria e insegue il criminale, ma viene ucciso da un uomo con tre dita mozzare alla mano sinistra, lo stesso uomo che Alex ha trovato in casa di Semir. Alex e i suoi colleghi iniziano a maturare l'idea che qualcuno stia cercando di incastrare Semir, intanto Isabel parla con Wenger, i due si conoscono da tempo dato che lui era il suo mentore ai tempi dell'università, ora lui ha un prestigioso lavoro come insegnante di ruolo alla facoltà di psicologia dell'università. Wenger afferma di essere entrato in possesso di una cospicua eredità, ma Isabel non gli crede. Susanne scopre che il furto alla gioielleria era simile ad altri quattro avvenuti, in tutti i casi i rapinatori erano persone che si erano fatte manipolare dalla mente dietro a tutto ciò, il criminale con tre dita mozzate, che si scopre essere un criminale che Semir arrestò in passato ma che è evaso tre mesi fa. Alex lo trova e lo insegue ma muore in un incidente stradale. Isabel scopre che Wenger era arrabbiato con il preside della facoltà, il quale è morto dopo che aveva rubato la bozza delle ricerche di Wenger pubblicandole al suo posto, a quel punto Alex e Isabel capiscono che Wenger ha aiutato il criminale a evadere di prigione affinché uccidesse il preside della facoltà, probabilmente si sono dati appuntamento a casa di Wenger, Semir casualmente li aveva visti con il telescopio giocattolo di sua figlia, e quando se ne sono accorti lo hanno catturato e hanno cercato di farlo incriminare uccidendo l'ex pregiudicato (ex compagno di cella del killer) con la pistola di Semir, inoltre le nuove risorse economiche di Wenger sono il frutto dei furti nelle gioiellerie, tutti ex pazienti di Wenger che lui ha manipolato. Wenger rapisce Isabel e la porta nel luogo dove Semir, brutalmente torturato, è detenuto; poi arrivano Alex e Jenny in soccorso dei loro colleghi, alla fine però Wenger, capendo che per lui è finita, e dopo aver confessato a Isabel di averla sempre amata, si spara alla bocca. Sander, sicuro del fatto che è stato Semir a manomettere il video che immortalava Alex mentre uccideva Hofer, obbliga Isabel a sottoporli a una perizia psichiatrica che li farà risultare non idonei al servizio, altrimenti renderà noto il suo segreto.

## Regolamento di conti
- Titolo originale: Tag der Abrechnung
- Diretto da Ralph Polinski
- Scritto da: Andreas Brune, Sven Frauenhoff

### Trama
L'episodio tratta la trama che si ripete più volte dalle diverse prospettive (quelle di Semir, Jenny, Alex e Sander). Isabel viene costretta da Sander a fare una perizia psichiatrica a Semir e Alex che li faccia risultare non idonei al servizio, in caso contrario la farà radiare dall'albo rendendo noto il suo segreto: cioè che in passato aveva prescritto illegalmente delle medicine al suo fratello morente. Jenny finalmente inizia a fare dei progressi con la terapia di Isabel mettendosi a confronto con il lutto della morte di Dieter. Mentre Semir e Alex sono di pattuglia un uomo impazzito si mette a sparare con la sua mitragliatrice, Alex lo insegue ma l'uomo entra in un ristorante, dove Isabel sta cenando con Sander, e prende tutti in ostaggio. In realtà la sua non era una mossa casuale, lui voleva Isabel per vendicarsi di lei, infatti è un ex soldato con un disturbo della personalità che Isabel ha fatto radiare dall'esercito, questo non gli ha permesso di avere in tribunale la custodia delle figlie. Krüger è preoccupata per Sander dato che loro due hanno una relazione. Alex e Jenny entrano di nascosto nel ristorante, Alex affronta il sequestratore, poi Jenny gli spara e lo ferisce, ma prima di esalare l'ultimo respiro questi si fa saltare in aria con l'esplosivo che aveva addosso. Semir e i soccorsi trovano tra le macerie Sander, Jenny e Alex che si sono salvati, sembra purtroppo che Isabel sia morta (non per l'esplosione ma a causa della ferita d'arma da fuoco che Sander le ha procurato dato che lei aveva registrato la conversazione dove lui la ricattava minacciandola di rovinarle la carriera) però poi i soccorsi la ritrovano e anche se gravemente ferita è ancora viva, questo mette Sander in allarme, facendo intendere che ha in mente qualcosa di pericoloso.
- Altri interpreti:
- Ascolti Germania:
- Ascolti Italia: